# André Jandrain
André Jandarin (Court-Saint-Étienne, 20 december 1925 - Waver, 27 maart 2009) was een Belgisch volksvertegenwoordiger, senator en burgemeester.

## Levensloop
Gediplomeerd A3 aan de technische school van Court-Saint-Etienne werkte Jandrain als arbeider van 1942 tot 1966, eerst in een gieterij in Leuven en vervolgens bij Henricot in Court-Saint-Étienne, waar hij syndicaal afgevaardigde werd. Hij was vervolgens van 1966 tot 1974 voltijds actief in de vakbond van de metaalbewerkers van de FGTB en van 1974 tot 1979 secretaris van de FGTB-afdeling voor Nijvel. In 1975 werd hij lid van de Waalse economische raad.
Voor de toenmalige PSB was Jandrain van 1953 tot 1964 gemeenteraadslid van Court-Saint-Étienne. In 1969 verhuisde hij naar Baisy-Thy, die in 1976 opging in een fusie met Genepiën. Hij werd er dat jaar gemeenteraadslid op de oppositiebanken. In 1983 vormde hij een meerderheid en werd burgemeester. Hij bleef dit mandaat uitoefenen tot hij in 1988 ontslag nam.
Zijn ontslag was gedeeltelijk door gezondheidsredenen ingegeven, maar ook door meningsverschillen met de PS-federatie in Waals-Brabant. Hij stond niettemin nog eens op de socialistische lijst in 1988 en werd verkozen. Maar toen zijn partijgenoten een andere coalitie aangingen dan degene die hij voorstond, scheurde hij zich van hen af en zetelde als onafhankelijke. In 1994 stond hij als kandidaat op een dissidente lijst onder de naam Alternative, maar bleef in de oppositie zetelen. In 1998 nam hij ontslag als gemeenteraadslid.
Bovendien zetelde hij van 1979 tot 1981 voor het arrondissement Nijvel in de Kamer van volksvertegenwoordigers, waarna hij van 1981 tot 1985 rechtstreeks gekozen senator was in de Belgische Senaat. Door het toen bestaande dubbelmandaat zetelde hij van 1978 tot 1980 ook in de Cultuurraad voor de Franse Cultuurgemeenschap en van 1980 tot 1985 in de Waalse Gewestraad en de Franse Gemeenschapsraad.